# Furkotská dolina
Furkotská dolina je údolí nacházející se na jižní, slovenské straně Vysokých Tater. Nachází se v katastrálním území Štrbské Pleso města Vysoké Tatry v okrese Poprad v Prešovském kraji. Údolí dostalo název dle slovenské teorie Ivana Bohuše po frkajícím potoku. anebo dle německé teorie Antona Marce kvůli sedlu (latinsko-německy furka), kterým byl Sedielkový priechod nad bývalou hornickou osadou Za Handel.

## Hranice údolí
Je otevřené směrem na jih. Na východě ho od Mlynické doliny odděluje Soliskový hřeben, který vychází z Furkotského štítu a na západě ho od Važecké doliny odděluje Kozí chrbát zakončený Sedielkovou kopou, který vychází z Ostré. Na severu ji hřeben mezi Furkotským štítem a Ostrou odděluje od Nefcerské doliny.

## Vodstvo
Údolím protéká jí Furkotský potok a je v něm situováno několik ledovcových jezer:
- horní část — Ostré pliesko, Soliskové pliesko, Wahlenbergove plesá (Nižné, Vyšné)
- střední část — Furkotské plesá (Nižné, Vyšné), Sedielkové plieska
- dolní část — Jambrichovské pleso, Rakytovské plieska (Malé, Nižné, Vyšné), Smrekovické plieska (Nižné, Vyšné, Mokrý kút)

## Přístup
Údolím prochází  žlutá turistická značka z Rázcestia pod Furkotou na Bystrou lávku, která pokračuje do Mlynické doliny. V dolní části se na ni napojují  východní část Tatranské magistrály a  modrá turistická značka ze Štrbského Plesa.

## Chráněné území
Celé údolí severně od silnice 2. třídy II/537 tvoří stejnojmennou národní přírodní rezervaci. Jižně od této silnice se na území ochranného pásma národního parku a na rozhraní s Mlynickou dolinou nachází přírodní rezervace Blatá.